# Gaëlle
Gaëlle ist ein französischer weiblicher Vorname bretonischer Herkunft, möglicherweise eine Variante von Gwenaëlle, die ihrerseits die weibliche Form von Gwenaël darstellt. Die männliche Form von Gaëlle ist Gaël.

## Namensträgerinnen
- Gaëlle Arquez (* 1983), französische Opernsängerin der Stimmlage Mezzosopran
- Gaëlle Baumann (* 1983), französische Pokerspielerin
- Gaëlle Blouin (* 1972), französische Fußballspielerin und Trainerin im Frauenfußball
- Gaëlle Desperrier (* 1988), französische Tennisspielerin
- Gaëlle Enganamouit (* 1992), kamerunische Fußballspielerin
- Gaëlle Thalmann (* 1986), Schweizer Fußballspielerin

Zweitname
- Eva Gaëlle Green (* 1980), französische Schauspielerin